# Koeban (gebied)

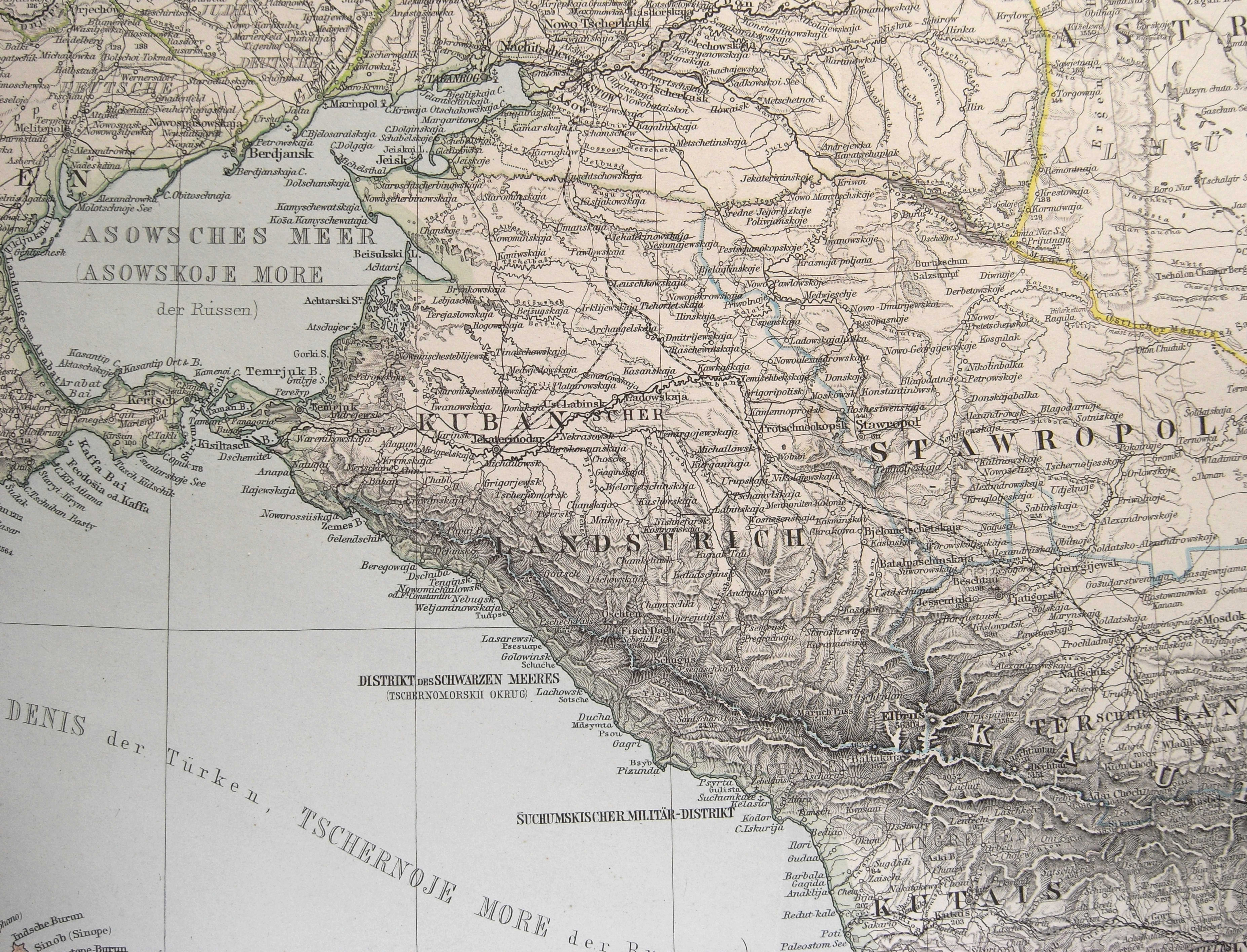
Koebangebied (Kuban Landstrich, Stielers Handatlas, 1892)

De Koeban (Russisch: Кубань; Adygees: Пшызэ) is een historisch en geografisch gebied in Zuid-Rusland rond de rivier Koeban, aan de Zwarte Zee tussen de Don-steppe, de Wolgadelta en de Kaukasus, en gescheiden van de Krim in het westen door de Straat van Kertsj. Het omvat de huidige kraj Krasnodar zowel als de republieken Adygea, Karatsjaj-Tsjerkessië en delen van de kraj Stavropol.

## Geschiedenis
De vestiging van Kozakken in de Koeban en het aangrenzende Zwarte Zeegebied vond geleidelijk plaats gedurende een periode van meer dan een eeuw, en werd sterk beïnvloed door de resultaten van de conflicten tussen Rusland en het Ottomaanse Rijk. Halverwege de 18e eeuw werd het gebied voornamelijk bewoond door Adygeeërs. Na de Russisch-Turkse Oorlog van 1768-1774 begon de bevolking van het gebied zich meer op Rusland te richten. 
Om de Turkse ambities de Koeban te gebruiken als basis voor de herovering van de Krim tegen te gaan, begon Rusland in de jaren 1770 met het opzetten van een netwerk van vestingwerken langs de Koeban. Na de Russische annexatie van de Krim, de rechteroever van de Koeban en Taman in 1783, werd de Koeban de grens van het Russische Rijk. In de jaren 1780-1790 werden nieuwe forten gebouwd op de Koeban. 
Tot de jaren 1790 bleven deze forten en de verlaten Kozakkennederzettingen aan de Laba en in Taman de enige indicatie van Russische aanwezigheid in het gebied. Intensievere nederzettingen begonnen in 1792-1794, toen door de Russische regering het Zwarte Zee-legioen en Don-Kozakken naar dit gebied werden hervestigd om de zuidgrens te versterken. 
Aan het einde van de 18e en het begin van de 19e eeuw werd de rechteroever van de Koeban bevolkt. Tegelijkertijd verschenen de eerste nederzettingen aan de kust van de Zwarte Zee en op de vlakte tussen de rivieren Koeban en Bolsjaja Laba. Tijdens de tweede helft van de 19e eeuw nam het vestigingspercentage toe en werd het gebied administratief georganiseerd in de oblast Koeban en de okroeg Zwarte Zee, later gouvernement Zwarte Zee. 
De ligging van het gebied langs de grens had een aanzienlijk effect op de administratieve indeling, waarin elementen van civiele en militaire administraties waren opgenomen.